# Phryneta
Phryneta is een kevergeslacht uit de familie van de boktorren (Cerambycidae). De wetenschappelijke naam van het geslacht werd voor het eerst geldig gepubliceerd in 1835 door Dejean.

## Soorten
Phryneta omvat de volgende soorten:
- Phryneta asmarensis Breuning, 1969
- Phryneta atricornis Fairmaire, 1893
- Phryneta aurivillii Hintz, 1913
- Phryneta aurocincta (Guérin-Méneville, 1832)
- Phryneta bulbifera (Kolbe, 1894)
- Phryneta coeca Chevrolat, 1857
- Phryneta conradti Kolbe, 1893
- Phryneta crassa Jordan, 1903
- Phryneta densepilosa Breuning, 1973
- Phryneta ellioti (Gahan, 1909)
- Phryneta elobeyana Báguena, 1952
- Phryneta ephippiata (Pascoe, 1864)
- Phryneta escalerai Báguena & Breuning, 1958
- Phryneta flavescens Breuning, 1954
- Phryneta hecphora Thomson, 1857
- Phryneta histrix Hintz, 1913
- Phryneta immaculata Hintz, 1911
- Phryneta leprosa (Fabricius, 1775)
- Phryneta luctuosa Murray, 1870
- Phryneta macularis Harold, 1879
- Phryneta marmorea (Olivier, 1792)
- Phryneta obesa (Westwood, 1843)
- Phryneta obliquata Harold, 1878
- Phryneta pallida Thomson, 1857
- Phryneta pulchra Tippmann, 1958
- Phryneta rufa Breuning, 1954
- Phryneta semirasa Dohrn, 1885
- Phryneta silacea Aurivillius, 1907
- Phryneta spinator (Fabricius, 1793)
- Phryneta verrucosa (Drury, 1773)